# Österreichische Judo-Damen-Mannschaftsmeisterschaft 1986
Die Österreichische Judo-Damen-Mannschaftsmeisterschaft 1986 ermittelte zum 6. Mal den Österreichischen Mannschaftsmeisters im Judo. Sie wurde vom Österreichischen Judoverband ausgetragen. Sieger war zum 1. Mal der Vereinsgeschichte der Union Leibnitz Eichfeld.

## Tabelle
| Position | Mannschaft              | Ort      | Bundesland | Quelle |
| -------- | ----------------------- | -------- | ---------- | ------ |
| 1        | Union Leibnitz Eichfeld | Leibnitz | Steiermark | [ 2 ]  |
| 2        | SV Bürmoos              | Bürmoos  | Salzburg   | [ 2 ]  |
| 3        | ASKÖ Salzburg           | Salzburg | Salzburg   | [ 3 ]  |
| 3        | JGV Wien                | Wien     | Wien       | [ 3 ]  |
|          | ASKÖ Graz               | Graz     | Steiermark | [ 3 ]  |
|          | PSV Salzburg            | Salzburg | Salzburg   | [ 3 ]  |

Stand: 2025-02-16

## Begegnungen
| Round  | Datum             | Ort  | Mannschaft 1            | Siege 1 | Siege 2 | Mannschaft 2            | Quelle |
| ------ | ----------------- | ---- | ----------------------- | ------- | ------- | ----------------------- | ------ |
|        | 01. November 1986 | Graz | SV Bürmoos              | 6       | 1       | ASKÖ Graz               | [ 3 ]  |
|        | 01. November 1986 | Graz | SV Bürmoos              | 4       | 3       | PSV Salzburg            | [ 3 ]  |
|        | 01. November 1986 | Graz | Union Leibnitz-Eichfeld | 4       | 3       | JGV Wien                | [ 3 ]  |
| Finale | 01. November 1986 | Graz | SV Bürmoos              | 2       | 5       | Union Leibnitz-Eichfeld | [ 3 ]  |

## Kader des österreichischen Meisters
| Mannschaft              | Name             | Quelle |
| ----------------------- | ---------------- | ------ |
| Union Leibnitz-Eichfeld | Roswitha Hartl * | [ 3 ]  |
| Union Leibnitz-Eichfeld | Edith Hrovat *   | [ 3 ]  |